# 잔혹한 천사의 테제
《잔혹한 천사의 테제》(残酷な天使のテーゼ 잔코쿠나텐시노테제[*])는 1995년 10월 25일 발매된 일본의 여가수 타카하시 요코의 싱글 및 타이틀 곡으로, TV 애니메이션 신세기 에반게리온의 오프닝 곡이기도 하다.
신세기 에반게리온의 각 화 오프닝으로 사용되었고, 제26화('세계의 중심에서 사랑을/나를 외친 짐승')의 마지막 장면에서 피아노와 기타로 연주되었다. (이 곡은 신세기 에반게리온 OST 3번의 22번 트랙에서 'Good, or Don't Be'란 제목으로 찾아볼 수 있다.) 또한, 26화의 중간 부분에서 바이올린으로도 연주되었으며, 이 곡은 'The Heady Feeling of Freedom'이라는 제목으로 역시 OST 3번에 삽입되었다.
“소년이여 신화가 되어라”(少年よ神話になれ 쇼넨요신와니나레[*])라는 가사로 유명하며, 다카하시 요코 외에도 오쿠이 마사미, 이시다 요코, 시모카와 미쿠니 등에 의해 여러 번 리메이크되었다. 주인공 이카리 신지로 출연한 성우 오가타 메구미는 라이브 공연에서 이 곡을 부른 일이 있으며, 아야나미 레이로 출연한 하야시바라 메구미는 관련 음반 The Birthday of Rei Ayanami에서 역시 이 곡을 부른 적이 있다. 하야시바라 메구미의 이 곡은 네 번째 앨범 Iravati에도 역시 신세기 에반게리온의 주제가인 〈혼의 루프란〉과 함께 수록되어 있다.

## 수록곡

### 통상판
- 1995년 10월 25일 발매（KIDA-114）

1. 残酷な天使のテーゼ
2. 月の迷宮（달의 미궁）
3. 残酷な天使のテーゼ（오리지널・가라오케  ）
4. 月の迷宮（오리지널・가라오케   ）

### 10주년 리뉴얼판
- 2003년 3월 26일 발매（KICM-3041）

1. 残酷な天使のテーゼ
2. FLY ME TO THE MOON（CLAIRE）
3. 残酷な天使のテーゼ（OFF VOCAL Version）
4. FLY ME TO THE MOON（OFF VOCAL Version）
5. 残酷な天使のテーゼ（Director's Edit Version）（高橋洋子）

### 잔혹한 천사의 테제 2009 VERSION
- 2009년 5월 13일 발매 (KICM-1272)

1. 残酷な天使のテーゼ (2009VERSION)
2. FLY ME TO THE MOON (2009VERSION)
3. One Little Wish
4. 残酷な天使のテーゼ (2009VERSION) (off vocal)
5. FLY ME TO THE MOON (2009VERSION) (off vocal)
6. One Little Wish (off vocal)

## 제작 스탭
- 노래: 타카하시 요코
- 작사: 오이카와 네코
- 작곡: 사토 히데토시
- 편곡: 오모리 도시유키

## 한국어판
1990년대 한국어판 비디오 출시 때 이 곡의 개사·편곡판이 사용되었다. "소년이여 신화가 되어라" 등의 주요 가사를 제외하고는 원 가사와 일치하는 것은 거의 없다. 성우 최향윤이 불렀으나, 애니메이션 더빙 자체에는 참여하지 않았다.
2000년대의 애니원 방영 때도 오프닝 화면이 다소 바뀌기는 했지만 같은 곡이 사용되었다.

## 같이 보기
- 신세기 에반게리온